# Berberis nantoensis
Berberis nantoensis är en berberisväxtart som beskrevs av Camillo Karl Schneider. Berberis nantoensis ingår i släktet berberisar, och familjen berberisväxter. Inga underarter finns listade i Catalogue of Life.